# Родрігіш
Родрі́гіш (порт. Rodrigues, МФА: [ʁu.ˈdɾi.ɡɨʃ], іноді також транслітерується як Родрі́геш чи Родрі́ґеш) — популярне португальське патронімічне прізвище, що походить від особистого імені Родрі́гу (порт. Rodrigo) або його скороченої форми Руй (порт. Rui) і означає «Син Родрігу»  або «Син Руя». Прізвище могло з'явитись в IX столітті, коли виникли імена по батькові.
Ім'я Родрігу і його скорочена форма Руй є португальською формою від німецького імені Родерік — що означає «відома сила» або «знаменитий правитель» — від німецьких елементів «hrod» (слава) і «ric» (влада) — від прагерманської Hrōþirīk(i)az. Зокрема це було ім'я Родеріка — останнього вестготського короля на Піренейському півострові перед мавританським ісламським завоюванням і героя багатьох легенд.
Іспанським еквівалентом цього прізвища є Родрігес.

## Відомі носії

### Загальні
- Діогу Родрігіш (порт. Diogo Rodrigues de Azevedo, ~1500 р. ? — 21.04.1557) — португальський мореплавець і дослідник XVI століття
- Еліан Р. Родрігіш — бразильсько-мексиканський прикладний математик і статистик
- Ян Родрігіш — перша вільна темношкіра людина, яка жила в Нью-Йорку
- Жуан Родрігіш Кабрілью — португальський дослідник
- Жуан Родрігіш де Кастелу Бранку — португальський лікар, відомий як Амато Лузітано
- Олінде Родрігіш — французький банкір і математик
- Сарменту Родрігіш — португальський морський чиновник, колоніст і професор
- Валеріан Родрігіш — індійський політолог

### Мистецтво
- Жузе́ Родрі́гіш Міге́йш (порт. José Rodrigues Miguéis; 1901 — †1980) — португальський письменник і перекладач.
- Амалія Родрігіш — (порт. Amália Rodrigues; 1920 — †1999) — португальська співачка фаду, акторка, «голос Португалії», «королева фаду».
- Франсішку Родрігіш Лобу — португальський поет
- Жузе Марія Родрігіш молодший — відомий як Джо Джуніор, гонконгський актор і колишній співак
- Нельсон Родрігіш — бразильський письменник
- Родрігіш Оттоленгі — американський письменник і стоматолог
- Урбану Таваріш Родрігіш — португальський письменник
- Вашку Родрігіш Сантана — португальський актор
- Віктор Родрігіш — індійський прозаїк і оповідач

### Політика
- Амеріку де Деуш Родрігіш Томаш — португальський адмірал і політик
- Кармона Родрігіш — португальський політик
- Ферру Родрігіш — португальський політик
- Франсішку ді Паула Родрігіш Алвіш (порт. Francisco de Paula Rodrigues Alves; 1848 — 1919) — бразильський державний діяч, прокурор, п'ятий президент Бразилії (1902—1906).
- Ермес Родрігіш да Фонсека — бразильський політик
- Педру Верона Родрігіш Піріш — політик Кабо-Верде
- Рудольф Родрігіш — індійський депутат від англо-індіанців з Калькутти, Західна Бенгалія
- Стівен Родрігіш — колишній поліцейський і політик, батько Домініка Родрігіша та Браяна Родрігіша з Хайдарабаду, Телангана
- Суніт Френсіс Родрігіш — індійський військовий і політик

### Релігія
- Макс Родрігіш — пакистанський католицький священник, 4-й єпископ Гайдарабаду — Пакистан
- Сімон Родрігіш — португальський єзуїт

### Спорт
- Арсеніу Родрігіш Жардім (порт. Arsénio Rodrigues Jardim, 1949—2020), більш відомий як Сенінью — португальський футболіст, що грав на позиції нападника.
- Ана Родрігіш (порт. Ana Rodrigues, 21 квітня 1994) — португальська плавчиня. Учасниця Олімпійських Ігор 2012 року;
- Роналду Апаресіду Родрігіш (порт. Ronaldo Aparecido Rodrigues, нар. 1982), більш відомий як Налду — колишній бразильський футболіст, що грав на позиції захисника;
- Дієгу Родрігіш (2005) — португальський футболіст.
- Дініш Родрігіш (2005) — португальський футболіст.
- Жозе Карлуш Гонсалвіш Родрігіш (порт. José Carlos Gonçalves Rodrigues, нар. 1988), також відомий як Зека — грецький футболіст португальського походження, півзахисник клубу «Копенгаген»;
- Паулу Андраде Родрігіш де Олівейра (порт. Paulo André Rodrigues de Oliveira; нар. 1992) — португальський футболіст, захисник збірної Португалії.
- Адрі Родрігіш (нар. 1988) — андоррський футболіст;
- Сезар Валентім Родрігіш (нар. 1979) — португальський майстер бойових мистецтв і кінопродюсер;
- Гаррі Родрігіш (порт. Garry Mendes Rodrigues, нар. 1990) — кабовердійський футболіст, півзахисник національної збірної Кабо-Верде.
- Іво Родрігіш (нар. 1995) — португальський футболіст.
- Карлуш дос Сантуш Родрігіш (порт. Carlos dos Santos Rodrigues; нар. 1995), більш відомий як Карлуш Понк — кабовердійський футболіст, захисник національної збірної Кабо-Верде.
- Мауру Родрігіш (порт. Mauro Rodrigues, нар. 2001) — футболіст Гвінеї-Бісау, нападник національної збірної Гвінеї-Бісау.
- Рафаел Родрігіш (2002) — португальський футболіст.